# Bodyjar
Bodyjar var ett australiskt punkband från Melbourne, aktivt mellan 1994 och 2009. Gruppen gav ut skivor på EMI och Shock Records.

## Diskografi

### Album

#### Studioalbum
- You Can't Hold Me Down, 1993 (som Helium)
- Take a Look Inside, 1994
- Rimshot, 1996
- No Touch Red, 1998
- How It Works, 2000
- Plastic Skies, 2002
- Bodyjar, 2005

#### EP
- Time to Grow Up, 1995
- Glossy Books, 1997
- Not the Same, 2000

#### Livealbum
- Is It Alive, 2007
- The End Is Now, 2009

#### Samlingsalbum
- Singles and Stuff, 1999
- Short Music for Short People, 1999
- Jarchives: 10 Years of Bodyjar, 2003
- Time to Grow Up, 2004

### EP
- Strange Harvest , 1997
- You Got Me a Girls Bike You Idiot!, 2001
- You'll Never Kill All the Ants, 2006